# Brabrand Kirke

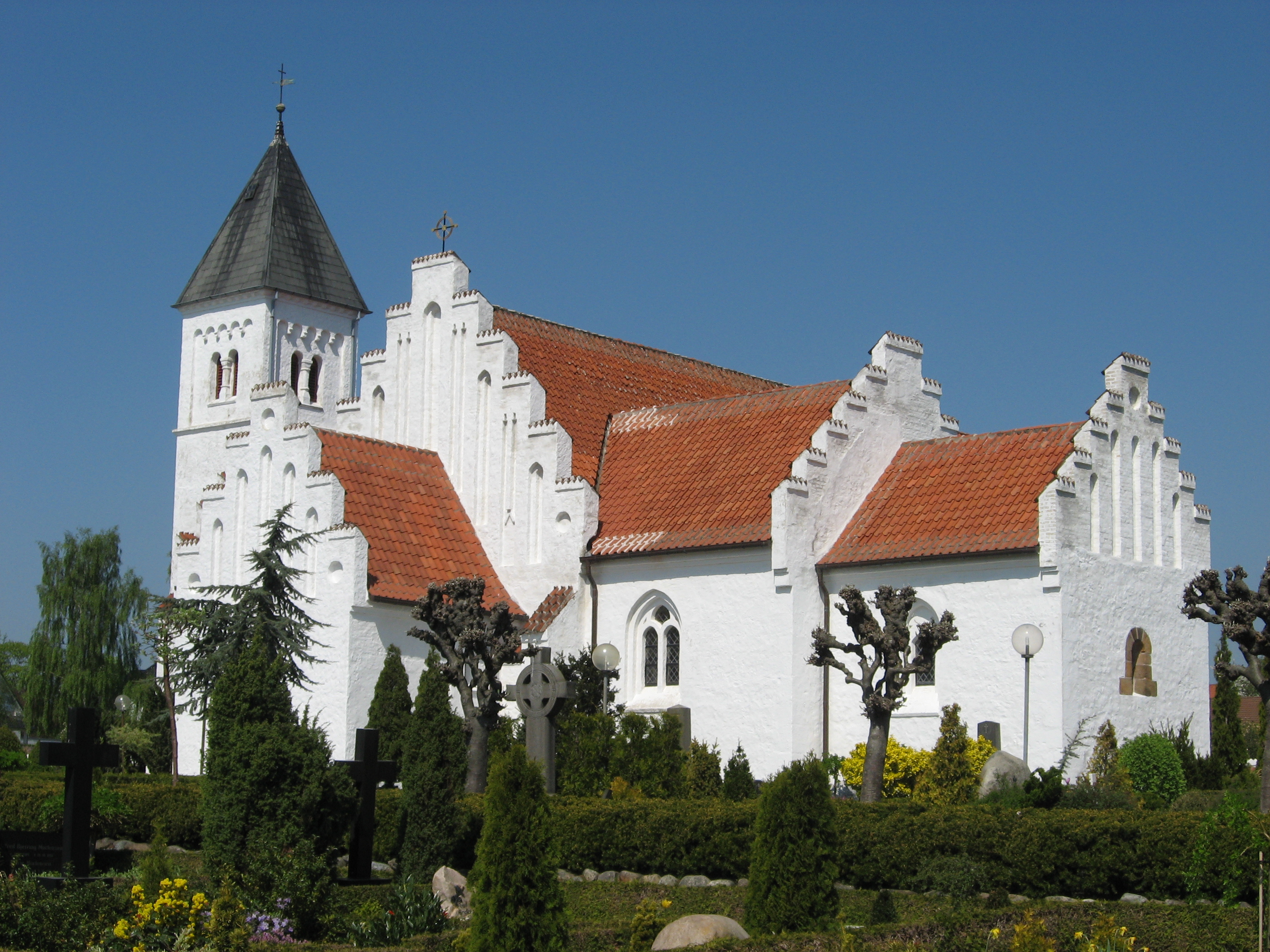
Brabrand Kirke

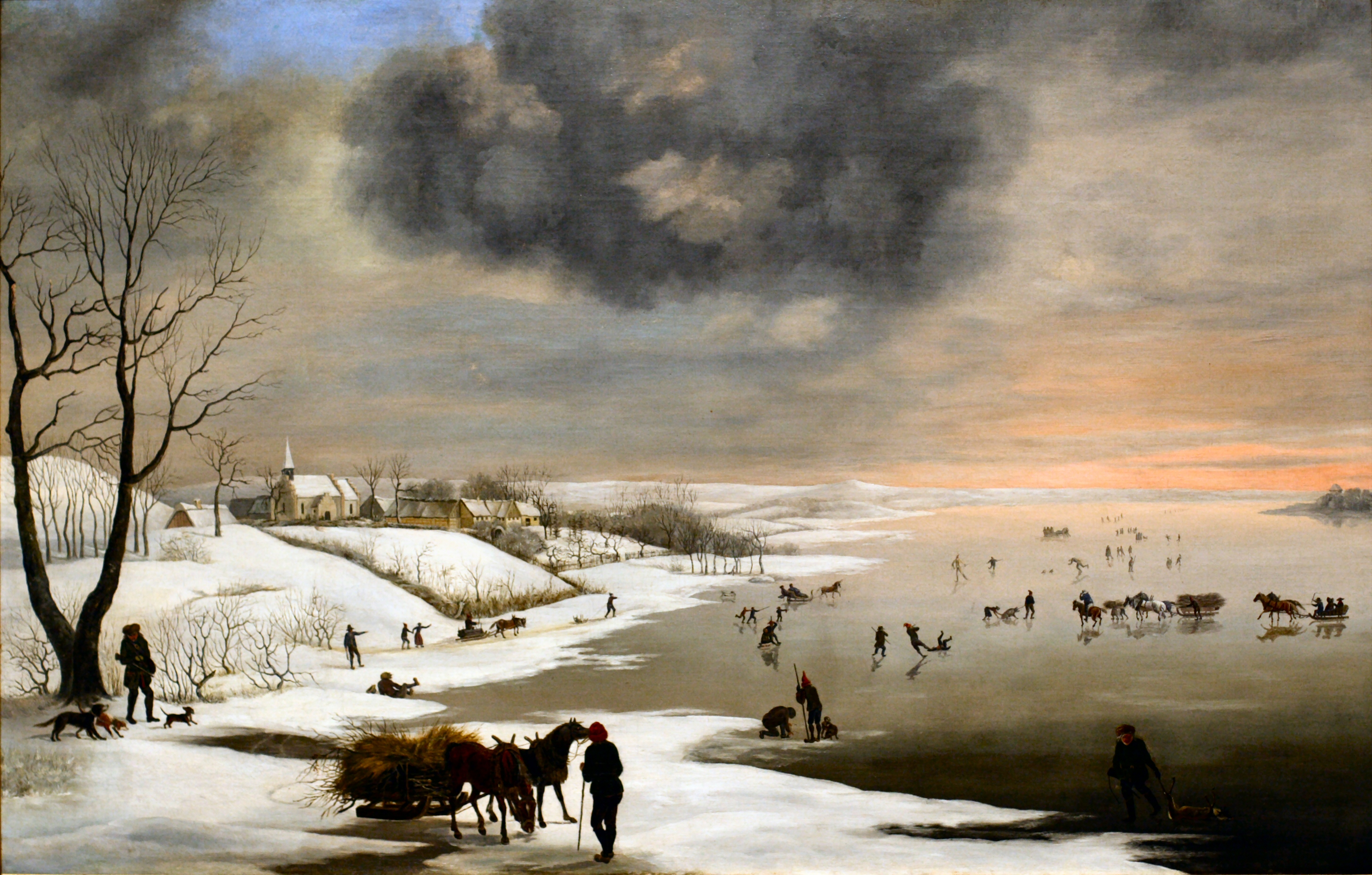
Christian David Gebauer: Winterlandschaft mit der Kirche von Brabrand, um 1831.

Die Brabrand Kirke (dt. Kirche von Brabrand) ist eine Kirche der Kirchengemeinde in Brabrand, die zu der Århus Vestre Provsti im Bistum Århus gehört. Sie liegt direkt am circa 800 Meter breiten und circa 3 Kilometer langen Brabrandsee.
Die ältesten Teile der Kirche stammen aus der ersten Hälfte des 13. Jahrhunderts. Zuvor stand an derselben Stelle eine Holzkirche. Ungewöhnlich ist, dass die Kirche nicht wie üblich mit dem Chor nach Osten ausgerichtet ist, sondern in Richtung des Sees. Die ursprüngliche Kirche, die um 1200 errichtet wurde, war noch nach Osten ausgerichtet. In der Zeit von 1300 bis 1500 wurde die Kirche ausgeweitet, dabei aber quer zum bestehenden Kirchenschiff, dabei wurde die Ausrichtung der Kirche verändert. Der Kirchturm wurde erst 1880 hinzugefügt.
Die Altartafel stammt aus dem Jahr 1595 und ist ein Werk der Renaissance. Sie wurde beim Ausbau der Kirche in den neuen Chor auf der Südseite der Kirche versetzt und zuletzt 1924–1925 umgestaltet. Das heutige Altarbild mit Jesus am See Genezareth von Jens Hansen-Aarslev stammt aus dem Jahr 1895. Der romanische Taufstein stammt noch aus der Gründungszeit der Kirche. Die dort eingesetzte Taufschale ist 1686 aus Zinn gefertigt worden. Besonders kostbar ist der Abendmahlskelch aus dem Jahr 1551.